# أبقراط الخيوسي
أبقراط الخيوسي هو رياضي وفلكي يوناني عاش في القرن الخامس قبل الميلاد، نسبته إلى جزيرة خيوس.